# Irina Mikitenko

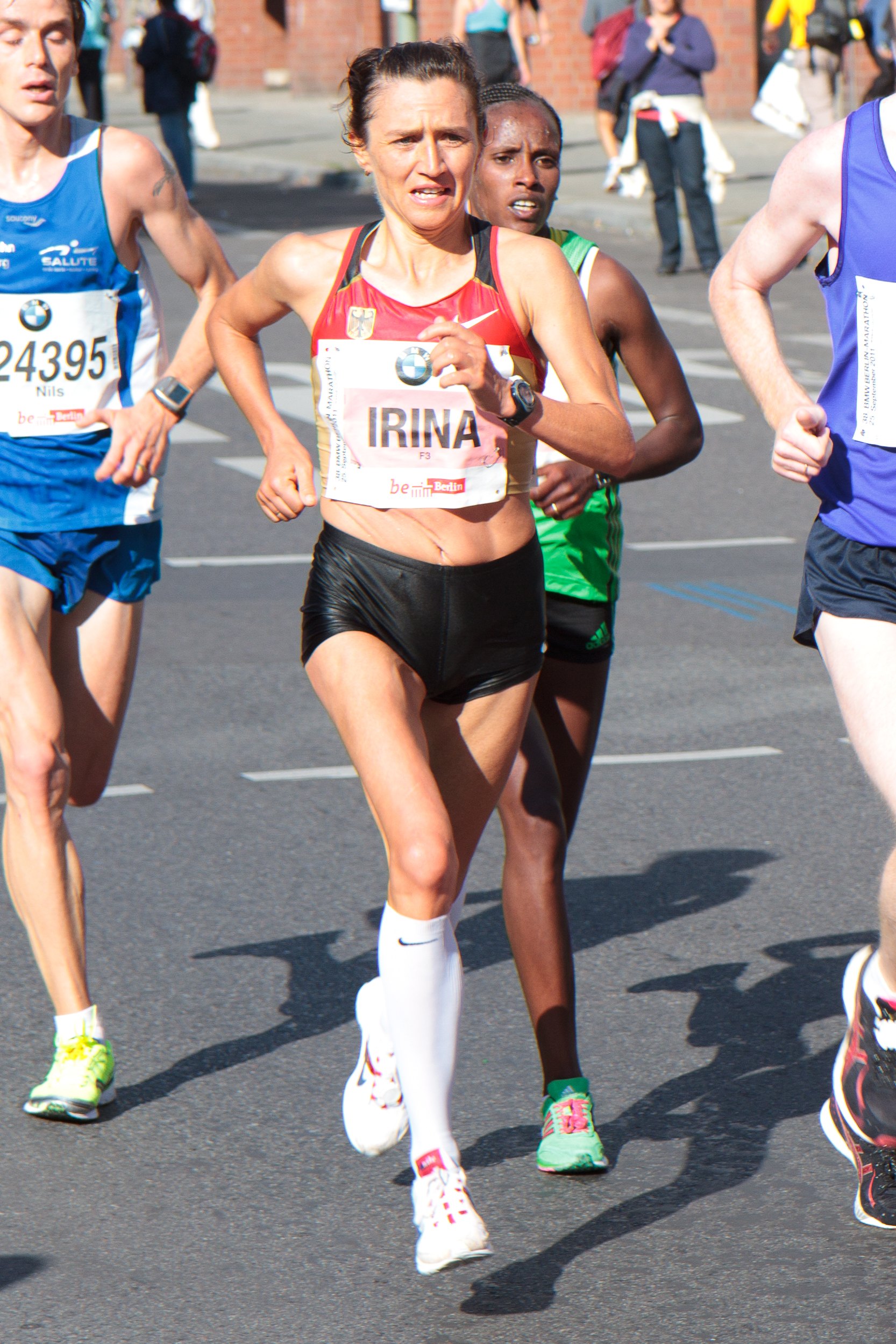
Irina Mikitenko beim Berlin-Marathon 2011

Irina Mikitenko (geb. Irina Wolynskaja; * 23. August 1972 in Baqanas im Gebiet Almaty) ist eine ehemalige deutsche Langstreckenläuferin kasachischer Herkunft. Sie gewann zweimal den London-Marathon und einmal den Berlin-Marathon.

## Leben
Mikitenko wandte sich im Alter von 14 Jahren dem Langstreckenlauf zu. Unter ihrem Geburtsnamen Wolynskaja startete sie für Kasachstan bei den Olympischen Spielen 1996 in Atlanta im 5000-Meter-Lauf und schied dort im Vorlauf aus. Da sie deutsche Vorfahren hat, zog sie 1996 als Spätaussiedlerin mit ihrem Mann nach Hessen.
1998 wurde sie Deutsche Meisterin im 10.000-Meter-Lauf und gewann den Trierer Silvesterlauf. Im Jahr darauf brach sie im 5000-Meter-Lauf zunächst mit 14:54,32 min den Rekord von Kathrin Weßel, wurde Deutsche Meisterin über diese Distanz, verbesserte als Vierte bei den Leichtathletik-Weltmeisterschaften 1999 in Sevilla ihren Rekord auf 14:50,17 min und stellte kurz darauf am 7. September 1999 in Berlin mit 14:42,03 min eine neue deutsche Rekordmarke auf.
Ein Jahr später wurde sie Deutsche Meisterin im Crosslauf, verteidigte ihren nationalen Titel über 5000 Meter, brach am 11. August 2000 in Zürich mit 8:30,39 min den 17 Jahre alten Rekord über 3000 Meter von Brigitte Kraus und wurde bei den Olympischen Spielen 2000 in Sydney Fünfte über 5000 Meter. Denselben Platz über dieselbe Distanz belegte sie im darauffolgenden Jahr bei den Weltmeisterschaften in Edmonton. Aus dem Jahr 2001 stammt auch ihre Bestzeit über 10.000 Meter (31:29,55 min).
2003 stellte sie als Siegerin beim Paderborner Osterlauf mit 31:28 min den damaligen deutschen Rekord im 10-km-Straßenlauf auf und gewann den Bietigheimer Silvesterlauf. Bei den Olympischen Spielen 2004 wurde sie Siebte über 5000 Meter.
Nach einer Babypause kehrte sie 2006 ins Wettkampfgeschehen zurück und wurde Deutsche Meisterin über 5000 und 10.000 Meter. Bei den Europameisterschaften in Göteborg wurde sie Neunte, einen Platz hinter ihrer Dauerkonkurrentin Sabrina Mockenhaupt. Diese konnte sie allerdings kurze Zeit später schlagen, als beide ihr Halbmarathon-Debüt beim Köln-Marathon gaben.
2007 wurde sie hinter Benita Johnson Zweite beim Berliner Halbmarathon in ihrer persönlichen Bestzeit von 1:09:46 h. Am 2. September 2007 wurde sie in Bad Liebenzell Deutsche Halbmarathon-Meisterin in 1:10:03 h. Am 30. September 2007 gab sie beim Berlin-Marathon ihr Debüt über diese Strecke. Mit einer Zeit von 2:24:51 h wurde sie Zweite und qualifizierte sich auf Anhieb für den Marathon der Olympischen Spiele 2008 in Peking. Dies war das schnellste Marathondebüt einer deutschen Läuferin aller Zeiten.
2008 stellte sie zunächst beim Paderborner Osterlauf mit 1:08:51 h einen Streckenrekord und eine persönliche Bestzeit im Halbmarathon auf. Danach siegte sie am 13. April beim London-Marathon in 2:24:14 h und verbesserte den neun Jahre alten deutschen Rekord von Katrin Dörre-Heinig. Wegen einer hartnäckigen Beckenverletzung sagte sie am 1. August 2008 ihren Start bei den Olympischen Spielen ab. Nach ihrer Genesung sicherte sie sich am 13. September 2008 in Karlsruhe den deutschen Meistertitel im 10-km-Straßenlauf. Mit ihrer Siegerzeit von 30:57 min verbesserte sie den von ihr gehaltenen deutschen Rekord um 31 Sekunden und belegte zugleich den ersten Platz in der Weltjahresbestenliste. Am 28. September 2008 gewann sie den Berlin-Marathon und verbesserte dabei ihren eigenen deutschen Rekord um fast fünf Minuten auf 2:19:19 h, dies war gleichbedeutend mit Rang vier der Weltbestenliste.
Am 2. November 2008 wurde Mikitenko der Jackpot der World Marathon Majors (WMM) in Höhe von 500.000 US$ zugesprochen, nachdem Gete Wami und sie mit jeweils 65 Punkten die Wertung nach Abschluss der Serie 2007/08 gemeinsam anführten. Den Ausschlag zugunsten Mikitenkos gab die Tatsache, dass sie ihre Punkte in nur drei Rennen gegenüber vier ihrer Vorgängerin sammelte.
2009 startete sie im März mit einem dritten Platz beim Halbmarathon Roma – Ostia in 1:11:01 h in die Wettkampfsaison. Am 11. April siegte sie wie im Vorjahr beim Paderborner Osterlauf, diesmal allerdings auf der 10-km-Strecke in 31:22 min. Zwei Wochen später gewann sie erneut den London-Marathon in einer Zeit von 2:22:11 h mit einer Minute Vorsprung vor der Britin Mara Yamauchi. Danach galt Mikitenko als Mitfavoritin für den Sieg im Marathonlauf bei den Leichtathletik-Weltmeisterschaften 2009 in Berlin. Wenige Tage vor der Veranstaltung sagte sie jedoch ihre Teilnahme ab. Nach dem Tod ihres Vaters zwei Wochen zuvor konnte sie sich nicht mehr auf ihr Training konzentrieren und gab an, deshalb nicht mehr die nötige Form für einen Start bei den Weltmeisterschaften zu besitzen. Stattdessen trat sie zwei Monate später beim Chicago-Marathon an, wo sie in 2:26:31 h den zweiten Platz belegte; der im Jahr 2015 in einen Sieg umgewandelt wurde, weil die ursprüngliche Siegerin Lilija Schobuchowa des Dopings überführt wurde. Damit sicherte sie sich erneut den Gesamtsieg in der WMM-Serie.
2010 gab sie beim London-Marathon nach der Hälfte des Rennens wegen Schmerzen im Fuß auf. Einen Monat später siegte sie beim  Österreichischen Frauenlauf. Beim Chicago-Marathon wurde sie Fünfte.
In den Niederlanden gewann Mikitenko 2011 die 10 km des Parelloops. Beim London-Marathon wurde sie Siebte und in Berlin Zweite. 2012 erreichte sie in London wiederum den siebten Platz. Bei den Olympischen Spielen in London kam sie als beste Deutsche auf Platz 14. 2013 startete sie beim Tokio-Marathon und wurde Dritte. Beim Berlin-Marathon im selben Jahr stellte sie als Drittplatzierte mit 2:24:54 h einen Weltrekord in der Klasse der über 40-Jährigen auf.
Irina Mikitenko ist 1,58 m groß, wiegt 49 kg und ist mit ihrem Trainer Alexander Mikitenko verheiratet, mit dem sie zwei Kinder hat. Ihre Tochter Vanessa ist ebenfalls in den Laufsport eingestiegen. Ihr Schwiegervater Leonid war Teilnehmer der Olympischen Sommerspiele 1968 in Mexiko-Stadt mit einer Bestzeit von 13:36 min über 5000 Meter.
Mikitenko startete für den TV Gelnhausen (bis 1998), LG Eintracht Frankfurt (1999–2005), TV Wattenscheid 01 Leichtathletik (2006–2010), Sportclub Gelnhausen (2011/12) und wieder LG Eintracht Frankfurt (seit 2013). Für das Jahr 2008 wurde ihr vom Deutschen Leichtathletik-Verband die Auszeichnung Leichtathletin des Jahres verliehen. Den Titel Läufer des Jahres konnte sie 2013 gewinnen. 2014 beendete sie ihre Karriere.

## Bestleistungen
- 1500 m: 4:06,08 min, 9. Juni 2001, Dortmund
- 3000 m: 8:30,39 min, 11. August 2000, Zürich (ehemaliger deutscher Rekord)
- 5000 m: 14:42,03 min, 7. September 1999, Berlin (ehemaliger deutscher Rekord)
- 10.000 m: 31:29,55 min, 7. April 2001, Barakaldo
- 10-km-Straßenlauf: 30:57 min, 13. September 2008, Karlsruhe (ehemaliger deutscher Rekord)
- Halbmarathon: 1:08:51 h, 22. März 2008, Paderborn
- Marathon: 2:19:19 h, 28. September 2008, Berlin (deutscher Rekord)